# 風に向って走れ
『風に向って走れ』（かぜにむかってはしれ、Cry for Me, Billy）は、1972年のアメリカ合衆国の西部劇映画。

## ストーリー
ガンマンのビリー・ウィリアムズはインディアンの囚人を虐待していた騎兵隊の軍曹と争いになった後、脱走したインディアンの唯一の生存者である女性と出会い、彼女を守りながら騎兵隊から逃げ回るが...

## キャスト
※括弧内はテレビ版日本語吹替（初回放送1985年6月21日 フジテレビ 『金曜洋画劇場』）
- ビリー・ウィリアムズ - クリフ・ポッツ（英語版）（安原義人）
- リトル・スパロー - ゾーチル（佐々木るん）
- ルーク・トッド - ハリー・ディーン・スタントン（阪脩）
- 軍曹 - ドン・ウィルバンクス（英語版）（青野武）
- 探鉱者 - ウッドロウ・チャンブリス（英語版）（宮内幸平）
- エイモス - ジェームズ・ギャモン（朝戸鉄也）
- 鍛冶屋 - ロイ・ジェンソン（英語版）
- 太った男 - リチャード・ブリーディング（千田光男）
- ヘンリー - ウィリアム・カルステンス（稲葉実）

## スタッフ
- 監督：ウィリアム・A・グレアム（英語版）
- 脚本：デイヴィッド・マークソン
- 製作：ハーヴェイ・マトフキスキー
- 製作総指揮：エリオット・カストナー
- 撮影監督：ジョーダン・クローネンウェス
- 編集：ジム・ベンソン
- 音楽：リチャード・マーコウィッツ（英語版）

日本語版スタッフ
- 字幕版

翻訳：清水俊二
- 吹替版

演出：田島荘三
翻訳：野地玲子
調整：近藤勝之
効果：南部満治、大橋勝次
選曲：河合直
スタジオ：コスモスタジオ
製作担当：小嶋尚志
プロデューサー：大橋義輝
配給：スティック・インターナショナル
製作：フジテレビ、コスモプロモーション